# Aphthona dobangensis
Aphthona dobangensis es un coleóptero de la familia Chrysomelidae. Fue descrita científicamente por primera vez en 2001 por Kimoto.